# Crithagra donaldsoni
El serín piquigordo norteño (Crithagra donaldsoni) es una especie de ave paseriforme de la familia Fringillidae propia de África oriental. Su nombre científico conmemora al explorador estadounidense Arthur Donaldson Smith.

## Taxonomía
El serín picogordo norteño, como otras muchas especies, se clasificaba en el género Serinus, hasta que los estudios genéticos determinaron que era polifilético, por lo que se escindió trasladando la mayoría de las especies al género Crithagra.

## Distribución
El serín piquigordo norteño se encuentra en las sabanas y zonas de matorral y herbazales del este de África, distribuido por Etiopía, Kenia y Somalia.